# Šárka Pančochová
Šárka Pančochová ([ˈʃaːrka  ˈpantʃoxovaː]; * 1. November 1990 in Uherské Hradiště, Tschechoslowakei) ist eine tschechische Snowboarderin. Sie startet in den Freestyledisziplinen.

## Werdegang
Pančochová nimmt seit 2007 am FIS-Weltcup und an der TTR World Snowboard Tour teil. Ihr erstes Weltcuprennen fuhr sie im November 2007 in Saas Fee, welches sie auf den 24. Platz auf der Halfpipe beendete. Bei den Snowboard-Juniorenweltmeisterschaften 2008 in Valmalenco gewann sie Gold im Big Air Wettbewerb. Zum Beginn der Saison 2008/09 gewann sie im Slopestyle beim Horsefeathers Pleasure Jam in Schladming. Bei den Snowboard-Weltmeisterschaften 2009 in Gangwon errang sie den neunten Platz auf der Halfpipe. Im Januar 2010 holte sie am Kreischberg auf der Halfpipe ihren ersten Weltcupsieg. Im selben Monat belegte sie bei den Burton European Open in Laax den dritten Platz im Slopestyle. Bei den folgenden Olympischen Winterspielen in Vancouver errang sie den 14. Platz auf der Halfpipe. Die Saison beendete sie auf den dritten Platz in der World Snowboard Tourgesamtwertung. Im Januar 2011 erreichte sie beim O’Neill Evolution in Davos den zweiten Platz im Slopestyle. Bei den Snowboard-Weltmeisterschaften 2011 in La Molina erkämpfte sie ihre erste große Medaille unter den Erwachsenen, als sie beim Slopestyle die Silbermedaille gewann. In der Saison 2011/12 belegte sie im Slopestyle den dritten Platz beim Horsefeathers Pleasure Jam in Schladming und bei der Winter Dew Tour in Breckenridge. Bei den Snowboard-Weltmeisterschaften 2012 in Oslo kam sie auf den 12. Platz im Slopestyle. Im Januar 2013 gewann sie Silber im Slopestyle bei den Winter-X-Games. Bei den Snowboard-Weltmeisterschaften 2013 in Stoneham kam sie auf den 11. Rang auf der Halfpipe. Beim Evropsky Snowboardovy Festival in Klínovec und bei der Supergirl Snow Pro in Breckenridge siegte sie im Slopestyle. Die Saison beendete sie auf den ersten Platz in der Tourslopestylewertung und ersten Rang in der Tourgesamtwertung. Zum Beginn der folgenden Saison gewann sie beim U.S. Snowboarding Grand Prix (war ebenfalls ein Weltcuprennen) in Copper Mountain im Slopestyle. Sie qualifizierte sich damit für die Olympischen Winterspiele 2014 im russischen Sotschi, wo sie das Finale beim Slopestyle erreichte. Sie gewann ihren ersten Lauf, stürzte jedoch beim zweiten Lauf schwer, konnte dann jedoch aus eigener Kraft den Zielraum erreichen. Sie kam am Ende auf den fünften Rang. Auf der Halfpipe belegte sie den 16. Rang. Zum Saisonende holte sie am Kreischberg im Slopestyle ihren dritten Weltcupsieg und errang beim Community Cup in Keystone den zweiten Platz im Slopestyle. Die Saison beendete sie auf den ersten Platz in der FIS-Slopestylewertung und den ersten Platz der FIS-Freestylegesamtwertung. Bei den Snowboard-Weltmeisterschaften 2015 am Kreischberg erreichte sie den 13. Platz auf der Halfpipe. In der Weltcupsaison 2015/16 kam sie bei vier Teilnahmen dreimal unter die ersten Zehn, darunter Platz drei im Slopestyle in Špindlerův Mlýn. Sie errang damit im Freestyle-Weltcup und im Slopestyle-Weltcup jeweils den zehnten und im Big Air-Weltcup den siebten Platz. Im Dezember 2016 errang er im Big Air in Mailand und im März 2018 im Slopestyle auf der Seiser Alm jeweils den dritten Platz. Bei den Snowboard-Weltmeisterschaften 2017 in der Sierra Nevada kam sie auf den 30. Platz in der Halfpipe, auf den 24. Rang im Slopestyle und auf den 17. Platz im Big Air. Bei den Olympischen Winterspielen 2018 in Pyeongchang belegte sie den 19. Platz im Big Air und den 16. Rang im Slopestyle. Im folgenden Jahr wurde sie tschechische Meisterin im Slopestyle und belegte bei den Weltmeisterschaften in Park City den 21. Platz im Slopestyle und den 15. Rang im Big Air. Bei den Snowboard-Weltmeisterschaften 2021 in Aspen kam sie auf den 26. Platz im Slopestyle, auf den 16. Rang im Big Air sowie auf den 12. Platz in der Halfpipe und bei den Olympischen Winterspielen 2022 in Peking auf den 26. Platz im Slopestyle, auf den 18. Rang in der Halfpipe sowie auf den 14. Platz im Big Air.

## Privates
2017 outete sich Pančochová als homosexuell.